# Asterina enicostemmatis
Asterina enicostemmatis är en svampart som beskrevs av Hosag. & Chandraprabha 2009. Asterina enicostemmatis ingår i släktet Asterina och familjen Asterinaceae.   Inga underarter finns listade i Catalogue of Life.